# Stari Grad (Split-Dalmacia) (unidad de autogobierno)
Stari Grad es una unidad de autogobierno local ubicada en la isla de Hvar, en el condado de Split-Dalmacia, Croacia. Incluye, además de su localidad cabecera, a las aldeas de Dol, Rudina, Selca kod Starog Grada y Vrbanj, con sus respectivos ejidos.

## Demografía
En el censo 2011 el total de población del distrito fue de 2781 habitantes, con el siguiente detalle:
- Dol - 311
- Rudina - 70
- Selca kod Starog Grada - 17
- Stari Grad - 1885
- Vrbanj - 498

| Gráfica de población del distrito Stari Grad 1857-2011              |
|                                                                     |
| Según los censos de población de la oficina estadística de Croacia. |